# Giulio Zorzi
Giulio Zorzi, né le 3 janvier 1989 à Johannesburg (Afrique du Sud), est un nageur sud-africain spécialisé dans les épreuves de brasse.
Lors des Championnats du monde de natation 2013, il remporte la médaille de bronze du 50 m brasse.

## Biographie
Lors de l'Universiade d'été de 2013 à Kazan (Russie), il remporte la médaille d'or du 50 m brasse avec un temps de 27 s 44 devant l'Italien Andrea Toniato (27 s 53) et le Russe Vladimir Morozov (27 s 70).
Lors des Championnats du monde de natation 2013, il remporte la médaille de bronze du 50 m brasse avec un temps de 27 s 04, derrière son compatriote sud-africain Cameron van der Burgh (26 s 77) et l'Australien Christian Sprenger (26 s 78).

## Palmarès

### Championnats du monde
- Championnats du monde 2013 à Barcelone (Espagne) :
  -  médaille de bronze du 50 m brasse.

### Universiades d'été
- Universiade d'été de 2013 à Kazan (Russie) :
  -  médaille d'or du 50 m brasse.